# Dans la ville endormie
Pour le film de Jack Conway, voir Dans la ville endormie (film, 1928).
Pour les articles homonymes, voir While the City Sleeps.
Pour plus de détails, voir Fiche technique et Distribution.
Dans la ville endormie (While Paris Sleeps) est un film muet américain de Maurice Tourneur, produit en 1920 mais sorti en 1923.

## Synopsis
Un sculpteur a une passion dévorante pour Bebe, son modèle. Celle-ci rencontre Dennis, un jeune touriste américain, et ils deviennent amoureux l'un de l'autre. Le père du jeune homme demande à la jeune femme de le quitter, elle accepte à condition d'avoir une soirée de bonheur avec Dennis pendant Mardi-Gras. Le sculpteur jaloux, avec l'aide du gardien à demi fou du musée de cire, kidnappe et torture le jeune homme. Georges, un ami de Dennis, arrive à temps pour le sauver et les jeunes gens recevront la bénédiction du père.

## Fiche technique
- Titre : Dans la ville endormie
- Titre original : While Paris Sleeps
- Réalisation : Maurice Tourneur, assisté d'Edmund Mortimer
- Scénario : Wyndham Gittens, d'après le roman The Glory of Love de Leslie Beresford
- Photographie : René Guissart
- Production : Maurice Tourneur
- Société de production : Maurice Tourneur Productions
- Société de distribution : W. W. Hodkinson Corporation
- Pays d'origine :  États-Unis
- Langue originale : anglais
- Format : noir et blanc — 35 mm — 1,37:1 — Muet
- Genre : drame
- Durée : 60 minutes
- Date de sortie :
  - États-Unis : 21 janvier 1923

## Distribution
- Lon Chaney : Henri Santodos
- Mildred Manning : Bebe Larvache
- John Gilbert : Dennis O'Keefe

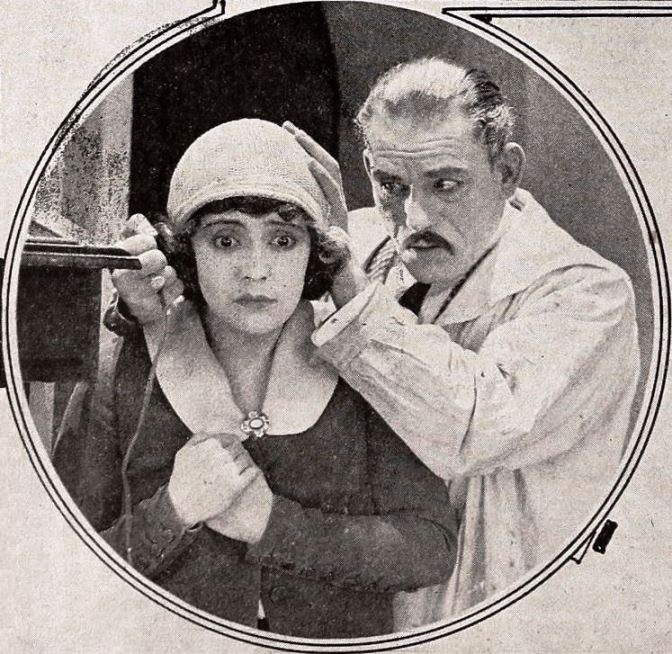
Scène du film, photo parue dans Exhibitor's Trade Review.

- Hardee Kirkland : le père de Dennis
- Jack McDonald : le père Marionette
- J. Farrell MacDonald : Georges Morier